# Giovanni Battista Adriani
Giovanni Battista Adriani (Racconigi, 11 agosto 1823 – Cherasco, 16 maggio 1905) è stato un archeologo, storico e numismatico italiano, appartenente all'ordine dei Chierici regolari di Somasca. Talvolta è indicato anche come Giovambattista Andriani.

## Biografia

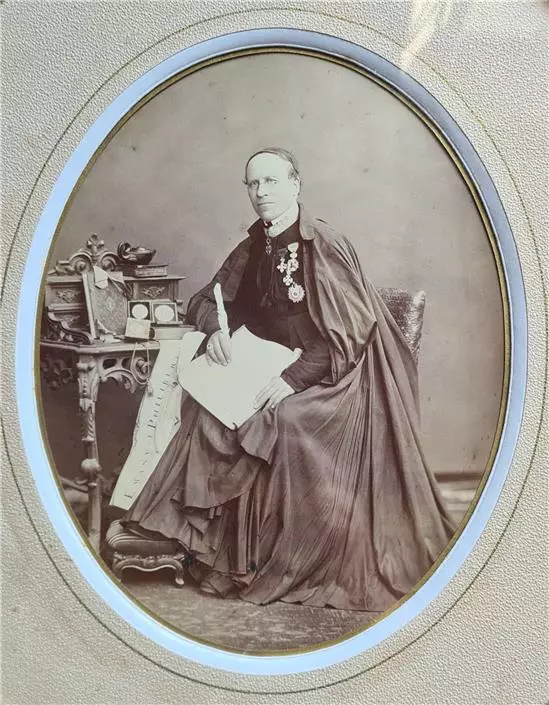
Giovanni Battista Adriani (1823-1905)

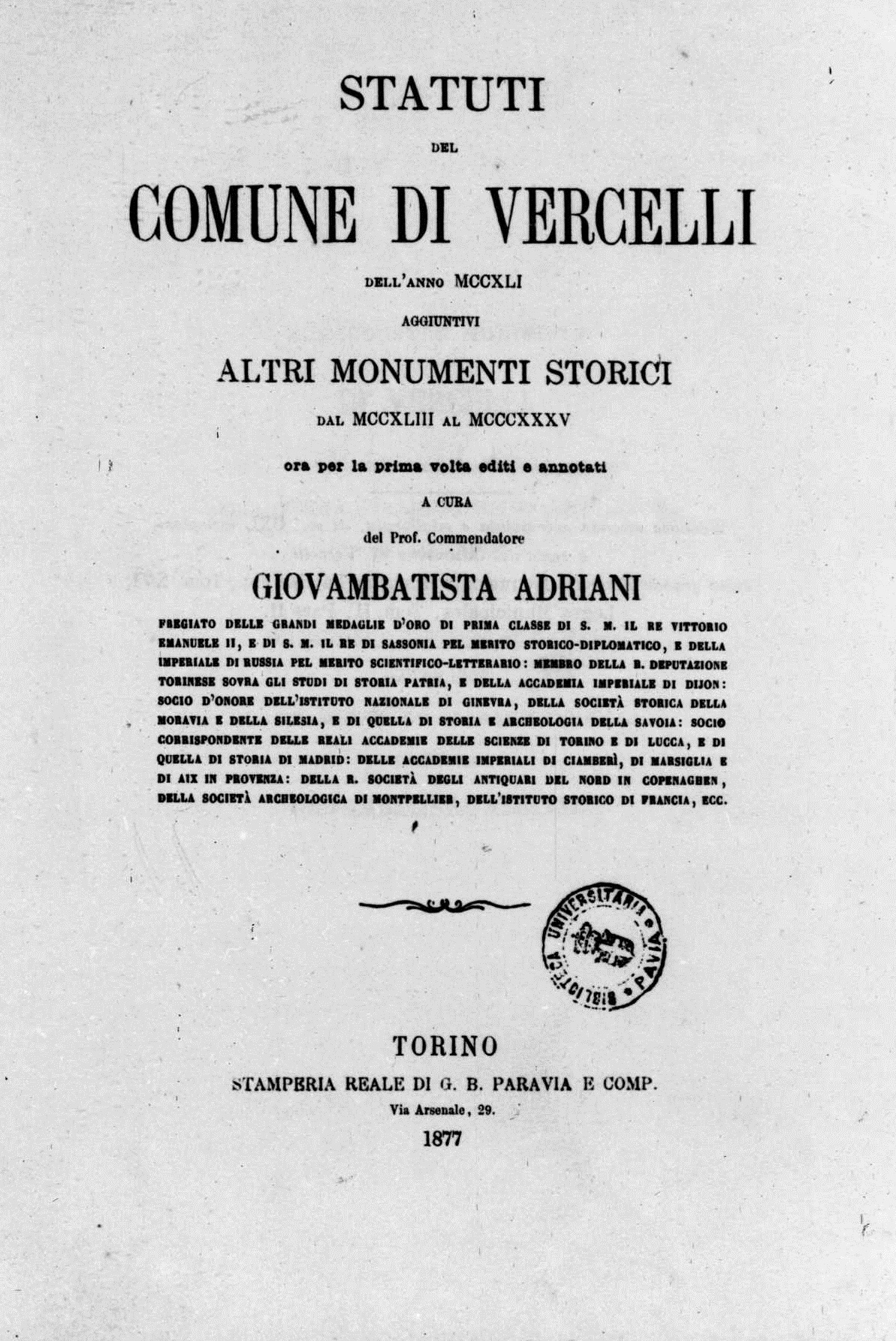
Statuti del comune di Vercelli, 1877

Nel 1838 entrò nell'ordine dei somaschi. Appassionato di storia e geografia divenne nel 1846 professore di entrambe al collegio militare di Racconigi; dove rimase fino al 1853.
Nel 1851 era diventato socio della Deputazione di storia patria e fu incaricato nel 1852 per una ricerca di documenti sulla storia del Piemonte negli archivi francesi.
Fu in seguito uno dei collaboratori dell'edizione degli Historiae Patriae Monumenta (I, Augustae Taurinorum 1836; II, ibid. 1853).
Dopo il 1862 si ritirò a Cherasco per i suoi studi.
Nel 1898 legò le sue collezioni al comune di Cherasco, che con queste creò un museo a lui intitolato.
Dal 15 dicembre 1853 divenne socio dell'Accademia delle scienze di Torino.
Fu socio dell'Società numismatica italiana, che gli dedicò un breve necrologio.

## Opere
- Lettere e monete inedite del secolo XVI, appartenenti ai Ferrero-Fieschi, antichi conti di Lavagna e marchesi di Messerano, Torino, 1851.
- Degli antichi signori di Sarmatorio, Manzano e Monfalcone, Torino, 1853
- Memorie della vita e dei tempi di monsignor Giovanni Secondo Ferrero-Ponziglione, Torino, 1856
- Indice analitico e cronologico di documenti per la storia di Cherasco dal secolo X al XVII, Torino 1857
- Statuta Communis Vercellarum ab anno MCCXLI, in Historiae Patriae Monumenta, XVI, 2, Augustae Taurinorum 1876
  -  Statuti del comune di Vercelli, Torino, Paravia, 1877.